# Präg (Todtnau)
Präg ist seit 1974 ein Stadtteil von Todtnau im  baden-württembergischen Landkreis Lörrach. Es liegt in einer kesselartigen Weitung des steilhängigen Prägbachtales im Zentrum des Hochschwarzwaldes.
Mit seinen 1363 ha ist Präg, mit dem Ortsteil Herrenschwand, flächenmäßig der größte Stadtteil von Todtnau. Neben Herrenschwand besteht Präg aus den Dörfern Hinter- und Vorderdorf, dem Hof Präger Böden, dem Haus Weißenbach sowie der Wüstung Schloß.
Die ersten schriftlichen Aufzeichnungen über den Ort finden sich im 14. Jahrhundert. Damals stößt man auf den Namen Bregga, was, wie der Chronist schreibt, keltischen Ursprungs ist und Bergbach – das Dorf am Bergbach – heißt. Es ist anzunehmen, dass durch Ansiedlung einzelner landwirtschaftlicher Gehöfte der Ort entstanden ist.
Die Land- und Forstwirtschaft hat in der Geschichte von Präg die dominierende Rolle gespielt, während heute die Landwirtschaft zunehmend im Nebenerwerb betrieben wird und zahlreiche Einwohner in die Gewerbegebiete des Wiesentals pendeln.
Am 1. April 1974 wurde Präg bei der Gemeindereform nach Todtnau eingemeindet.

## Wappen
Blasonierung: „In Silber ein blauer Wellenbalken“. Das Wappen wird seit 1903 geführt. Vorher zeigte die Gemeinde in ihrem Siegel einen „zwischen Rankenwerk gestellten und von der großherzoglichen Krone überhöhten Buchstaben P“. „Der Wellenschrägbalken versinnbildlicht den Prägbach.“

## Sehenswürdigkeiten
Zu den Sehenswürdigkeiten am Ort gehört der Gletscherkessel Präg.

## Persönlichkeiten
- Eduard Lais (1893–1974), geboren in Präg, Volkswirt und Politiker (BCSV, CDU), Landtagsabgeordneter, badischer Wirtschaftsminister
- Adolf Böhler (1883–1973), Sohn der Gemeinde, Pfarrer, Ehrenbürger und Verfasser der Ortschronik[5][6]
- Friedrich Dietsche (* in Herrenschwand), ehemaliger Bürgermeister und Ehrenbürger[5]